# Чемпионат СССР по самбо 1981
35-й Чемпионат СССР по самбо проходил в Караганде с 9 по 12 июля 1981 года. В соревнованиях участвовало 273 спортсмена.

## Медалисты
| Весовая категория              | Золото                                        | Серебро                                     | Бронза                                                                             |
| ------------------------------ | --------------------------------------------- | ------------------------------------------- | ---------------------------------------------------------------------------------- |
| Наилегчайший вес (до 48 кг)    | Айтжан Шангараев «Динамо» (Алма-Ата)          | Канат Байшулаков «Кайрат» (Джамбул)         | Нурулла Ахметьянов «Кайрат» (Уфа) Сосо Ростиашвили Вооружённые Силы (Тбилиси)      |
| Легчайший вес (до 52 кг)       | Алмас Мусабеков «Кайрат» (Джамбул)            | Геннадий Белоглазов «Труд» (Краснокамск)    | Армаис Карамян «Динамо» (Ашхабад) Владимир Белов «Труд» (Чебоксары)                |
| Полулёгкий вес (до 57 кг)      | Виктор Астахов «Буревестник» (Москва)         | Давид Джугашвили Вооружённые Силы (Тбилиси) | В. Сидиков Вооружённые Силы (Москва) Виктор Тютерев Вооружённые Силы (Фрунзе)      |
| Лёгкий вес (до 62 кг)          | Зяки Умяров Вооружённые Силы (Горький)        | Евгений Есин «Труд» (Кстово)                | Юрий Евдокимов Вооружённые Силы (Таллин) Накип Мадьяров «Труд» (Казань)            |
| 1-й полусредний вес (до 68 кг) | Владимир Паньшин «Динамо» (Ленинград)         | Александр Королёв «Труд» (Владимир)         | Гахраман Амандурдыев «Динамо» (Ашхабад) Арамбий Хапай «Урожай» (Майкоп)            |
| 2-й полусредний вес (до 74 кг) | Николай Баранов «Труд» (Кстово)               | Феликс Янкаускас «Динамо» (Каунас)          | Роман Басиров Вооружённые Силы (Кемерово) Николай Сухов «Зенит» (Москва)           |
| 1-й средний вес (до 82 кг)     | Виталий Быченок Вооружённые Силы (Москва)     | Гурам Черткоев «Динамо» (Орджоникидзе)      | Аркадий Бузин «Буревестник» (Владивосток) Р. Курбанов «Труд» (Нижний Тагил)        |
| 2-й средний вес (до 90 кг)     | Виктор Чингин «Труд» (Ленинград)              | Алексей Таскин «Труд» (Барнаул)             | Михаил Баранов Вооружённые Силы (Минск) Александр Пушница «Динамо» (Омск)          |
| Полутяжёлый вес (до 100 кг)    | Антон Новик Вооружённые Силы (Минск)          | Михаил Кокорин «Динамо» (Ленинград)         | Геннадий Малёнкин Вооружённые Силы (Владимир) Константин Симаков «Колос» (Саратов) |
| Тяжёлый вес (свыше 100 кг)     | Владимир Сободырев Вооружённые Силы (Андижан) | Хазрет Куваев Вооружённые Силы (Майкоп)     | Виталий Кузнецов Вооружённые Силы (Москва) Сосо Гогнадзе «Динамо» (Ташкент)        |